# De vandrande städerna (bokserie)
De vandrande städerna (originaltitel: ursprungligen kallad The Mortal Engines Quartet, men senare till Predator Cities och Hungry City Chronicles) är en science fiction-bokserie med inslag av fantasy, steampunk och postapokalyptisk fiktion. Böckerna är skrivna av Philip Reeve och utgivna av förläggaren Scholastic mellan åren 2001 och 2006. En svensk översättning gavs ut av Natur & Kultur. Serien är en tetralogi, därutöver har det tillkommit fyra andra böcker som fungerar som en prequel till huvudserien. I november 2012 utkom ett fördjupat uppslagsverk om världen i serien. Handlingen kretsar kring Tom Natsworthy och Hester Shaw, som lever i en postapokalyptisk värld där städer drivs på hjul med motorer. Deras dotter Wren Natsworthy har en framträdande roll i de senare böckerna.
Serien har blivit positivt mottagen och sålts i över 500 000 exemplar världen över. En filmatisering av den första boken hade biopremiär i december 2018.

## Böcker

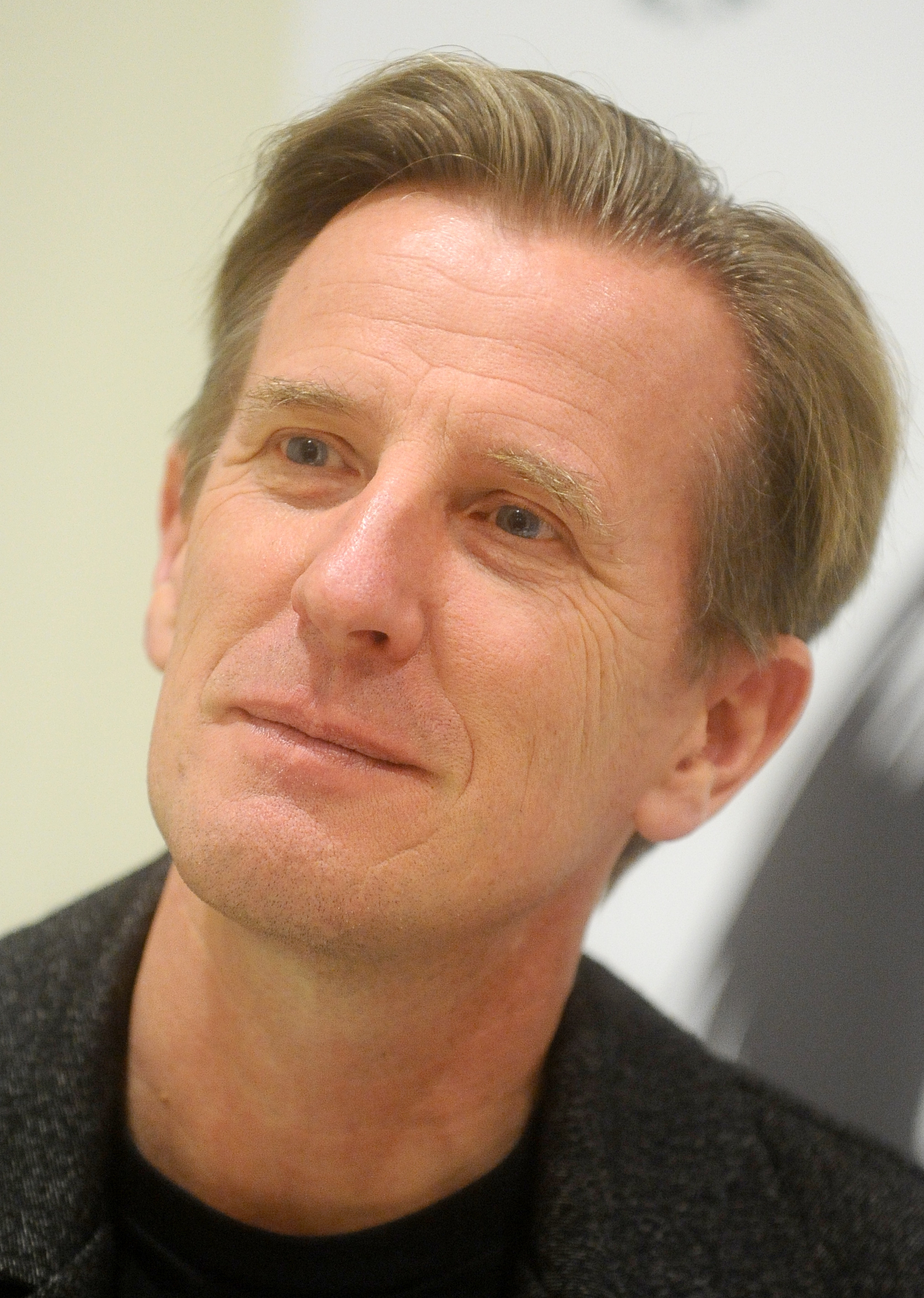
Författaren Philip Reeve den 31 oktober 2016.

Böckerna i De vandrande städerna publicerades inbundna och i pocketupplagor. Samtliga fyra böcker finns översatta till svenska. Utöver dem finns det tre andra böcker enbart på engelska: Fever Crumb, A Web of Air och Scrivener's Moon. Dessa böcker utspelar sig innan händelserna i De vandrande städerna. De handlar om flickan Fever Crumb och skapandet av de första städerna. I samband med Världsbokdagen har en novell släppts under titeln Traction City. Den 1 november 2012 släpptes ett uppslagsverk, The Traction Codex, i e-boksformat med information om världen i serien. I uppslagsverket finns det till exempel en ordlista på städer och en tidslinje över viktiga händelser. Den är gjord av Reeve och Jeremy Levett.
| Lista över de fyra böckerna | Lista över de fyra böckerna       | Lista över de fyra böckerna | Lista över de fyra böckerna | Lista över de fyra böckerna | Lista över de fyra böckerna      |
| Originaltitel               | Första utgivning på engelska (år) | Sidor                       | Kapitel                     | Svensk titel                | Första utgivning på svenska (år) |
| --------------------------- | --------------------------------- | --------------------------- | --------------------------- | --------------------------- | -------------------------------- |
| Mortal Engines              | 2001                              | 293                         | 37                          | De vandrande städerna       | 2006                             |
| Predator's Gold             | 2003                              | 316                         | 35                          | Förrädarens guld            | 2007                             |
| Infernal Devices            | 2005                              | 336                         | 36                          | Grön storm                  | 2008                             |
| A Darkling Plain            | 2006                              | 544                         | 54                          | Där världen slutar          | 2009                             |

### Tillkomst
Reeve tillbringade mer än tio år under arbetet med den första boken i serien. Den gick igenom flera utkast och presenterades först som en fristående bok. Från början var det tänkt att boken skulle rikta sig mot en vuxen målgrupp och huvudpersonen Tom Natsworthy var i tidiga tjugoårsåldern. Detta ändrades när Reeve fick veta att boken kunde publiceras som barnlitteratur. Bokförlaget Scholastic tyckte om tanken och gav ut boken i november 2001. Den är Reeves debutbok. Reeve har sagt att hans inspirationskällor till De vandrande städerna var framförallt verk av J.G. Ballard, Geraldine McCaughrean och Patrick O'Brian.

## Berättelse

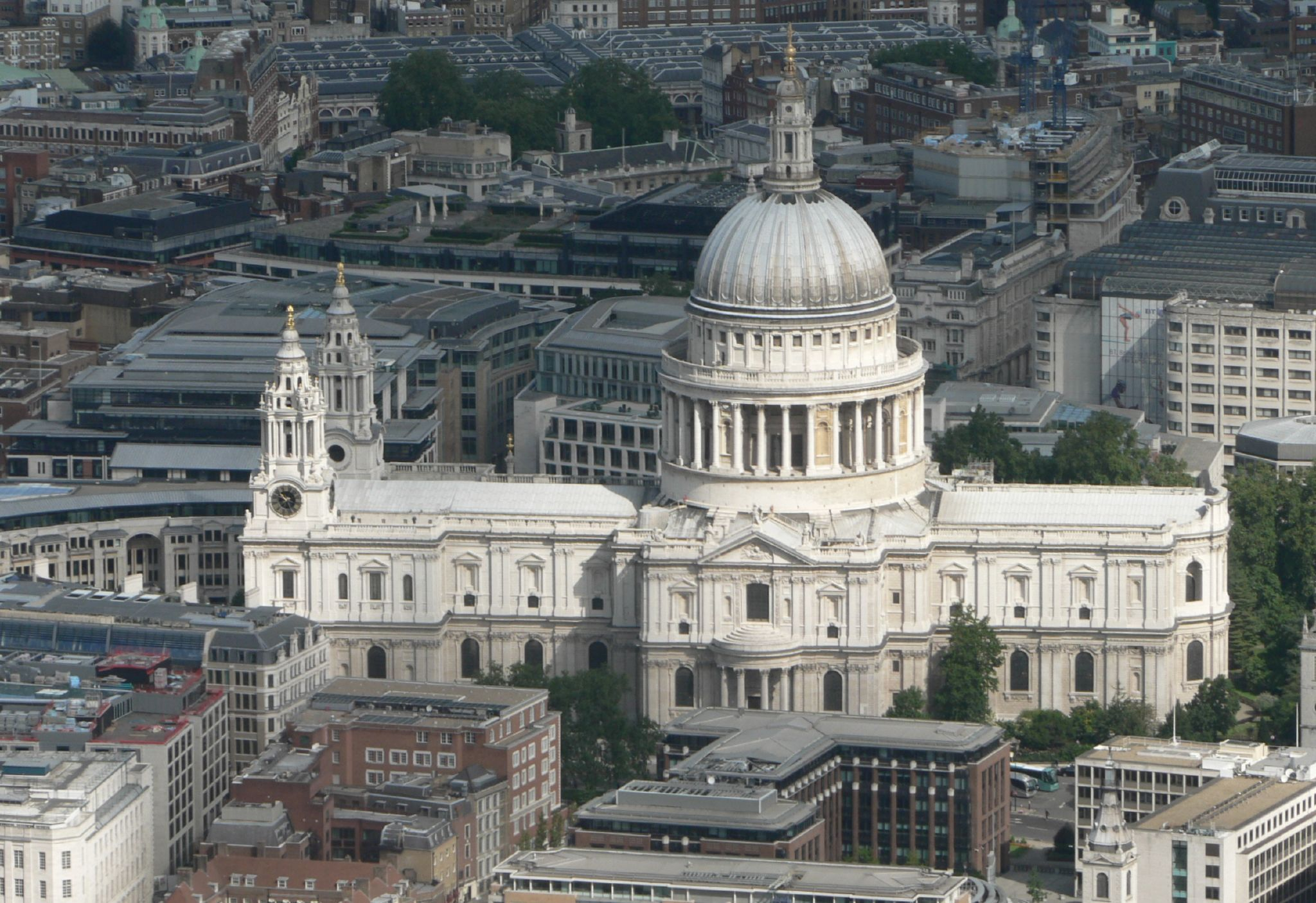
Sankt Paulskatedralen är en av de byggnader som överlevde Sextiominuterskriget.